# 1834 au Nouveau-Brunswick
Chronologie du Nouveau-Brunswick
- 1830
- 1831
- 1832
- 1833
- 1834
- 1835
- 1836
- 1837
- 1838

Cette page concerne des événements d'actualité qui se sont produits durant l'année 1834 dans la colonie du Nouveau-Brunswick.

## Événements

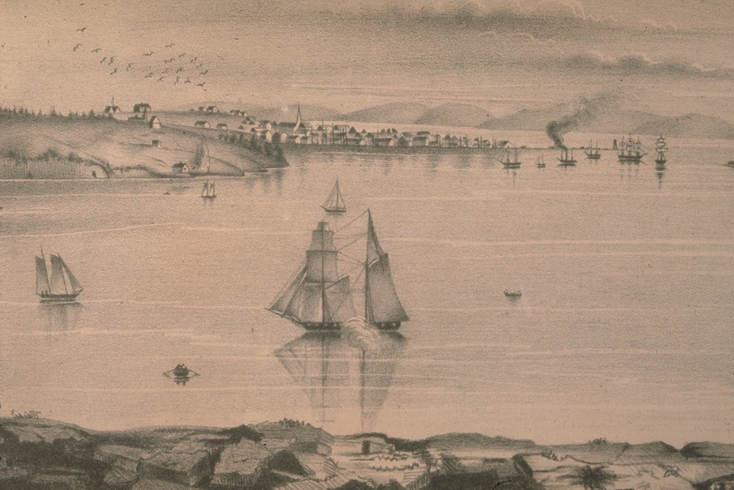
Vue de Saint Andrews en 1834

- Benjamin Lester Peters succède à John McNeil Wilmot au poste du maire de Saint-Jean.
- Fondation du village Stanley par la New Brunswick and Nova Scotia Land Company.

## Naissances
- 11 novembre : Robert Young, député